# Ремель (Столинский район)
Ремель (бел. Раме́ль) — агрогородок в Столинском районе Брестской области Беларуси. Административный центр Ремельского сельсовета.
Центр сельскохозяйственного производственного кооператива «Белорусская Нива», бывшего колхоза «Заветы Ленина».

## География
Расположен в 43 км напрямую на северо-восток от города Столин, в 288 км от города Брест, в 50 км от железнодорожной станции Горынь.

## История
В летописных источниках Ремель известен с 1452 года. В XVI—XVIII веках деревня в составе Великого Княжества Литовского. С 1793 года — в составе Российской империи. В конце XVIII века землями в деревне владели Горогляды, Ромульты, Тресковские, Шпигановичи.
С 1921 года по сентябрь 1939 года Ремель находился в составе межвоенной Польской Республики (Хорская гмина, Лунинецкий повет, Полесское воеводство). С 1939 года в составе Белорусской ССР, с 12 октября 1940 года в составе и является центром Ремельского сельсовета Давид-Городокского (с 19 января 1961 года — Столинского) района Пинской (с 8 января 1954 года — Брестской) области. С 16 июля 1954 года в составе Ольшанского сельсовета, с 4 мая 1981 года — центр восстановленного Ремельского сельсовета.
В 2011 году деревня Ремель преобразована в агрогородок.

## Население
- XIX век: 1886 год — 22 двора, 260 жителей; 1897 год — 100 дворов, 607 жителей (перепись).
- XX век: начало века — 127 дворов, 801 житель; 30 сентября 1921 года — 117 дворов, 656 жителей; 1939 год — 151 двор, 1145 жителей; 1980 год — 1298 жителей; 1999 год — 1169 жителей; 2000 год — 1158 жителей.
- XXI век: 2001 год — 1179 человек, 404 двора; 2004 год — 1183 жителя; 2009 год — 1139 жителей.

## Культура
- Дом культуры
- Музей

## События и мероприятия
- 26-27 августа 2023 года фестиваль «Полесская нива—2023»[5] в рамках XVII Республиканского экологического форума.

## Достопримечательность

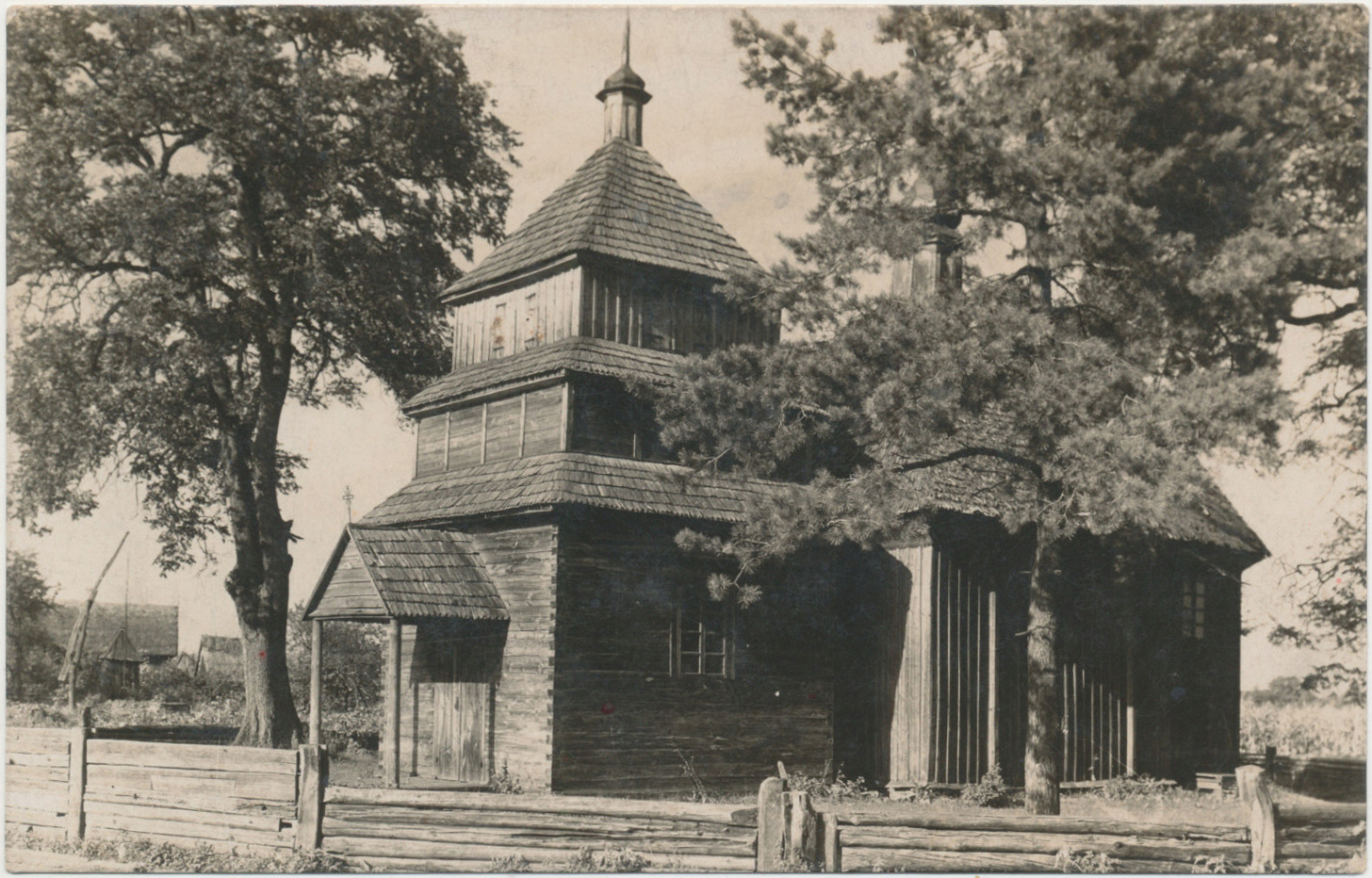
Свято-Михайловская церковь

- Свято-Михайловская церковьСвято-Михайловская церковь (1762) —  Историко-культурная ценность Республики Беларусь, шифр 112Г000691.
- Свято-Михайловская церковь (1999).
- Памятник землякам, погибшим в Великой Отечественной войне.
- Курганный могильник зарубинецкой культуры —  Историко-культурная ценность Республики Беларусь, шифр 113В000695.

## Известные лица
- Седляр, Михаил Васильевич (1920—2008) — Герой Социалистического Труда.